# اسپن تکنولوژی
اسپن تکنولوژی (انگلیسی: Aspen Technology) شرکت نرم‌افزار و خدمات برای صنایع آمریکایی است، که در سال ۱۹۸۱ تأسیس شد و دفتر مرکزی آن در بدفورد ماساچوست قرار دارد.این شرکت در سراسر دنیا دفتر دارد.

## تاریخچه
اسپن تکنولوژی در یک پروژه تحقیقاتی مشترک بین موسسه فناوری ماساچوست (MIT) و وزارت انرژی ایالات متحده آمریکا - با نام پروژه سیستم پیشرفته برای مهندسی فرایند (ASPEN) - متولد شد.